# دیائیوچنگ
دیائویچنگ (انگلیسی: Diaoyucheng) دژی است که در کوه دیائیو در شهر هیانگ، ناحیه هچوان، چونگ‌کینگ واقع شده‌است.